# فيصل علي
فيصل علي ، لاعب كرة قدم إماراتي.
يلعب مع نادي العين.
يلعب مع منتخب الإمارات لكرة القدم.

## روابط خارجية
- فيصل علي على موقع Soccerway.com (الإنجليزية)
- فيصل علي على موقع عالم كرة القدم.نت (الإنجليزية)
- فيصل علي على موقع كووورة